# Бандиш
Бандиш — фиксированная мелодичная композиция в вокальной или инструментальной музыке хиндустани. Представляет собой особую рагу, исполняемую с ритмическим сопровождением таблы или пахаваджа (бубна), устойчивым гудением и мелодичным сопровождением саранги, скрипки или фисгармонии. Существуют разные способы систематизации частей композиции. Бандиш привносит в музыку литературный элемент для стандартного структурированного пения.
Слово бандиш с хинди буквально означает «связывание вместе».

## Источник
- Bandish